# Hôtel de ville de Morez
Le groupe scolaire - Hôtel de ville - Justice de paix de Morez est un édifice situé à Morez dans le département du Jura, en France. Ses architectes sont Tony Ferret et Adrien Pinchard.
L’ensemble est inscrit au titre des monuments historiques depuis 2005.
Le pavillon central comporte un fronton orné des armes de la ville situé au-dessus du cadran d'une horloge monumentale (donnée par la société Prost-Frères). Il est surmonté par un clocheton.